# Via Traiana
La via Traiana (nota anche come via Appia Traiana) fu una strada romana di epoca imperiale che collegava Benevento (Beneventum) a Brindisi (Brundisium).
Costruita tra il 108 e il 110 d.C. per volontà dell'imperatore Traiano, la strada costituì una valida alternativa alla via Appia Antica rimanendo in uso fino a tutto il medioevo e, limitatamente  al tratto appenninico, anche in epoca moderna.
Unitamente alla via Appia Antica, a decorrere dal 2024 è riconosciuta dall'UNESCO quale patrimonio dell'umanità sotto il nome comprensivo di Via Appia. Regina Viarum.

## Origini
A grandi linee la strada ricalcava la preesistente via Minucia, un malagevole tracciato risalente all'epoca repubblicana; soprattutto nell'impervio tratto iniziale dovettero essere però necessarie diverse rettifiche, sia pur di modesta entità. È tuttavia possibile che almeno in qualche sezione il percorso della via Traiana divergesse sensibilmente da quello della via Minucia; in particolare permangono incertezze in merito alle tratte Aequum Tuticum-Herdonia e Butuntum-Egnatia. Sembra infatti che la vecchia via Minucia, a differenza della via Traiana, non varcava in altura i monti della Daunia, ma discendeva piuttosto lungo la più meridionale valle del Cervaro (o, più probabilmente, attraverso la vallata del Sannoro, affluente di sinistra del Cervaro), proseguendo poi lungo una direttrice interna senza passare per Barium.

## Percorso

### Tratto campano

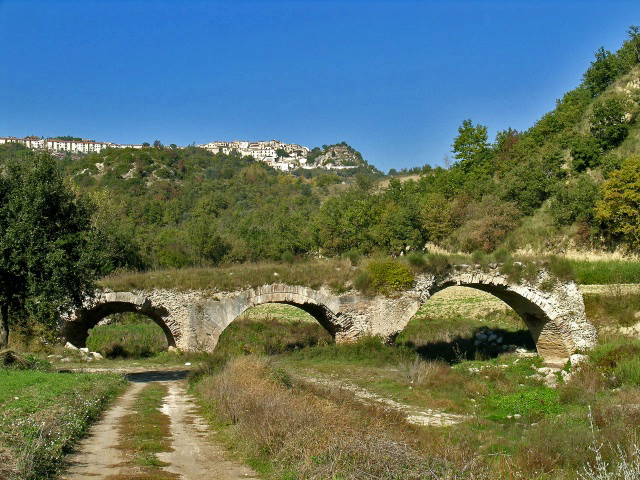
Il ponte delle Chianche presso Buonalbergo

La strada usciva da Benevento in direzione est, attraverso l'Arco di Traiano; superato il Ponticello presso l'abitato e poi il ponte Valentino, si inerpicava verso il vicus di Forum Novum (tra gli attuali comuni di Paduli e Sant'Arcangelo Trimonte), proseguendo quindi verso l'attuale comune di Buonalbergo; in tale tratto si trovano tracce dei ponti Ladrone e San Marco oltre ai notevoli ruderi del ponte delle Chianche.
La strada saliva quindi verso la località Santa Maria dei Bossi, in agro di Casalbore; da tale punto e fino al fiume Miscano il tracciato della via corrispondeva a quello del tratturo Pescasseroli-Candela.
Oltrepassato poi il torrente Ginestra mediante il ponte di Santo Spirito (meglio noto come ponte del Diavolo e di cui resta un unico pilone), l'arteria proseguiva dunque verso il pianoro della Malvizza, nel mezzo della valle del Miscano. Superato il corso di tale fiume tramite il ponte della Malvizza (anticamente detto anch'esso del Diavolo ma del quale rimangono pochi resti), la via Traiana risaliva quindi sull'altipiano di Sant'Eleuterio ove sorge Aequum Tuticum. Tale vicus, nell'attuale territorio di Ariano Irpino, era situato all'incrocio con la via Herculia e con la più antica via Aemilia.
Il tracciato continuava poi a salire fino al casale Tre Fontane, in territorio di Greci, da dove il percorso della strada veniva a coincidere con quello del tratturello Camporeale-Foggia, fino a raggiungere il valico appenninico di San Vito.

### Tratto pugliese
Al valico di San Vito (in territorio di Faeto) la strada toccava la massima altitudine (947 m s.l.m.). Il valico è sovrastato da un'altura isolata, il Castiglione, che ebbe sempre grande rilevanza strategica.
Più oltre la strada incontrava un ultimo ostacolo, l'aspra dorsale dei monti della Daunia, che veniva superata mediante un passaggio assai angusto (forse ottenuto artificialmente), il cosiddetto Buccolo. Da qui la via scendeva quindi ripida verso Aecae, l'attuale Troia, per poi abbandonare il tracciato rettilineo del tratturello Camporeale-Foggia dirigendosi invece verso Herdonia, al centro del Tavoliere delle Puglie, dopo aver superato il fiume Cervaro con un lungo ponte (le cui rovine emergono presso la masseria Ponte Rotto).
Da Herdonia la strada proseguiva verso Canusium (Canosa), Rubi (Ruvo) e Butuntum (Bitonto) per poi continuare tramite due diversi tracciati:

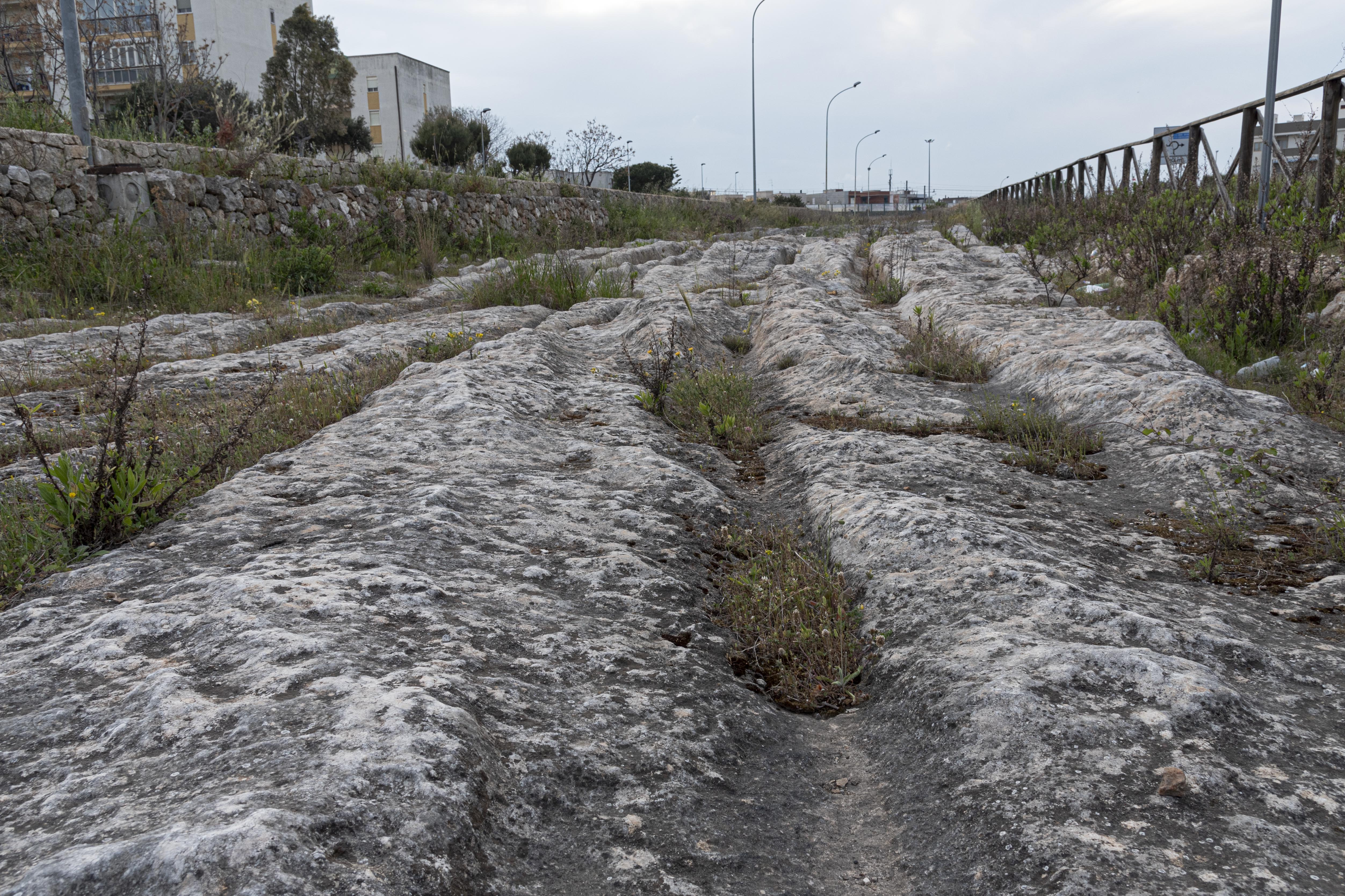
Tratto della via Appia-Traiana alla periferia sud di Monopoli, tra Neapolis ed Egnatia

- Tratto della via Appia-Traiana alla periferia sud di Monopoli, tra Neapolis ed Egnatia la "via Appia-Traiana" lungo la costa che toccava Barium (Bari), Neapolis (presso Polignano a Mare) ed Egnatia (a nord-est di Fasano);
- la "via Minucia Traiana", più antica e interna, che passava per Midunium (Modugno), Caelia (Ceglie del Campo), Capursi (Capurso), Noa (Noicattaro), Azetium (Rutigliano) e Norba (Conversano), per poi riunirsi alla costiera nei pressi di Egnazia.

La strada proseguiva poi per terminare a Brindisi.
Se ne ritrovano, casualmente, alcuni tratti lastricati nelle campagne pugliesi (ad esempio a Monopoli); a Bari, Trani, Giovinazzo e Ascoli Satriano sono conservate le colonne miliari che ne segnavano l'attraversamento (quelle di Bari, Trani e Giovinazzo furono precedentemente traslate).
In seguito fu costruito un prolungamento: la via Traiana Calabra, che giungeva sino a Otranto.

## Medioevo
Già al tempo dei Longobardi parte del tracciato era ricompreso nella via Sacra Langobardorum, che toccava numerosi centri religiosi longobardi ed era percorsa soprattutto dai pellegrini diretti al santuario di san Michele Arcangelo, sul Gargano.
Anche in epoca normanna la strada fece parte del sistema delle grandi vie di pellegrinaggio, e in particolare della via Francigena, attestata già nel privilegium baiulorum imperialium del 1024 a Troia (l'antica Aecae sulla via Traiana); durante le crociate tale direttrice fu infatti percorsa da eserciti e fedeli in viaggio verso la Terra santa.
I cavalieri Templari e Gerosolimitani edificarono lungo il suo percorso alberghi e ospizi per i viandanti e ne assicuravano la sicurezza del cammino, mentre i granconti di Ariano controllavano il tratto appenninico compreso tra Paduli (sul fiume Calore) e la corte di Ripalonga (a oriente del Buccolo, lungo il torrente Sannoro). Fu in quella fase storica che all'altezza del valico di San Vito venne eretta l'omonima chiesa, mentre sull'attigua altura del Castiglione fu innalzato il castello di Crepacuore; tale fortezza avrebbe poi avuto un ruolo cruciale nell'assedio all'insediamento musulmano di Lucera condotto nel 1269 da re Carlo I d'Angiò.
Un tragitto corrispondente al percorso della via Traiana a ritroso fu dettagliatamente descritto nel 1191 dal re di Francia Filippo Augusto, in marcia da Otranto a Roma. Egli cita infatti tutte le località attraversate, precisando inoltre che il passaggio dall'Apulia (già ducato di Puglia) alla Terra Laboris (Terra di Lavoro, ex principato di Capua) avveniva all'altezza di Sanctus Luctredus (ossia Sant'Eleuterio, l'antica Aequum Tuticum); non è però del tutto chiaro se il sovrano intendesse riferirsi agli effettivi confini feudali (nell'ambito del regno di Sicilia) o piuttosto ai due versanti geografici (adriatico e tirrenico) della penisola italiana.

## Epoca moderna

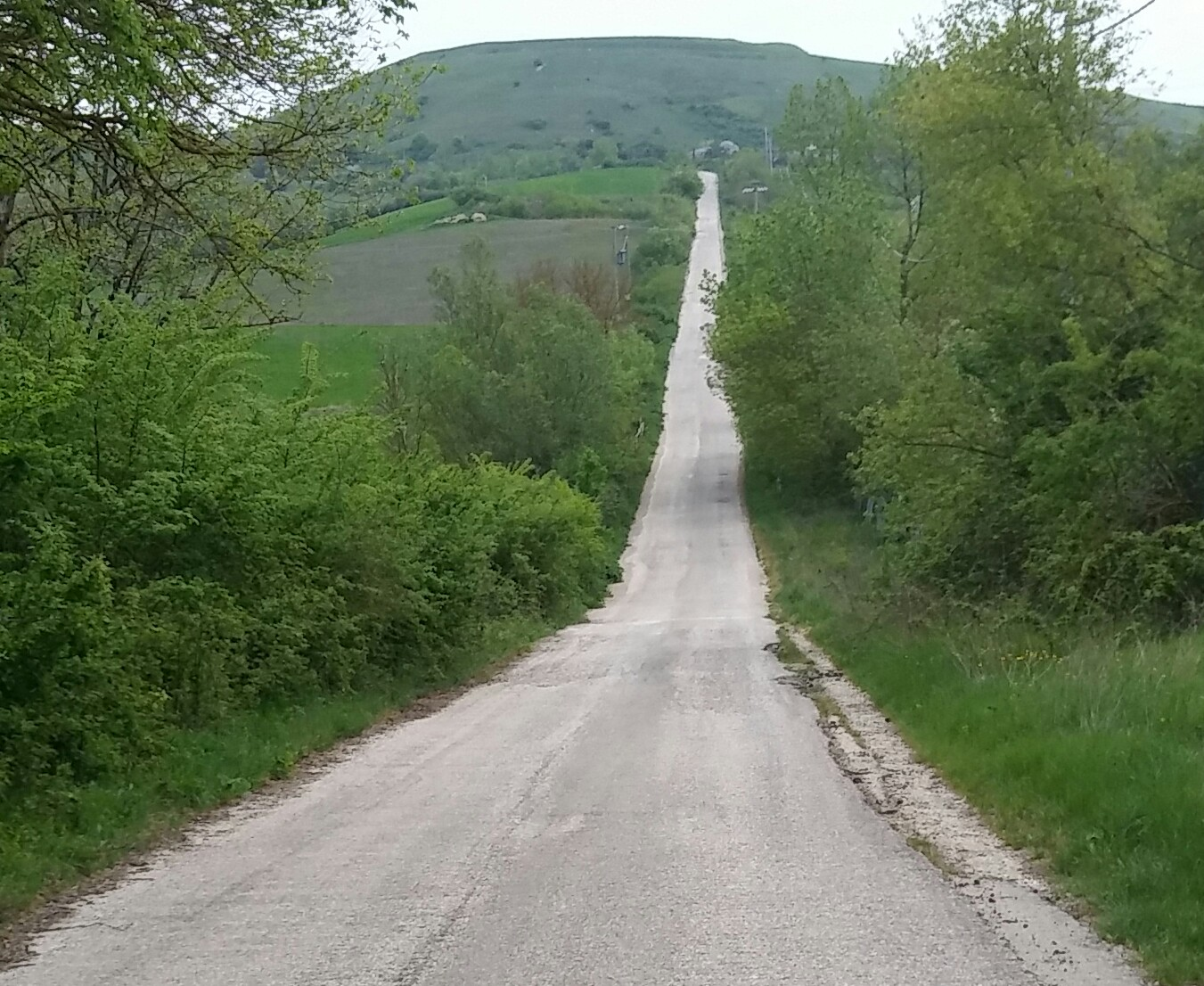
Un tratto della via Traiana ancora in uso tra Aequum Tuticum ed Aecae; sullo sfondo l'altura del Castiglione su cui sorse, in epoca medievale, la fortezza di Crepacuore.

Dopo il crollo di quasi tutti i ponti (forse a causa del devastante terremoto del 1456) rimase in esercizio il solo tratto compreso fra Tre Fontane (non lontano dall'antica Aequum Tuticum) e Troia (presso l'antica Aecae) che, correndo lungo i crinali, non richiedeva l'attraversamento di alcun corso d'acqua. Lungo questa tratta, corrispondente all'antico tratturello Camporeale-Foggia, sorsero le taverne e i casali di Tre Fontane, San Vito e Cancarro, mentre si scatenarono lotte violentissime per il possesso della fortezza di Crepacuore, che finì distrutta. In particolare nel 1461, durante la guerra angioino-aragonese, avvenne in loco una battaglia talmente cruenta che la conca compresa fra i valichi di San Vito e del Buccolo assunse il nome di Lago di sangue.
In epoca rinascimentale la tratta appenninica veniva definita "la via del sale" perché largamente in uso per il trasporto del sale marino prodotto dalle saline di Margherita di Savoia; tale tracciato conservò ancora notevole importanza fino agli inizi del Settecento quando, per iniziativa di re Carlo III di Borbone, venne sostituito dalla nuova via regia delle Puglie (l'attuale strada statale 90 delle Puglie) che dalla sella di Ariano penetra direttamente nella valle del Cervaro.
La via Traiana, nel tratto compreso fra il casale Tre Fontane di Greci (ove si erge l'omonima taverna) e la cittadina di Troia (presso cui vi è la taverna Cancarro), attraverso i valichi di San Vito e del Buccolo, è tuttora aperta al transito. Lungo il percorso sono ben visibili l'altura del Castiglione e il casale di San Vito con l'omonima chiesa; quest'ultima, caduta in rovina e depredata dell'antico rosone nei primi anni novanta del Novecento, è stata successivamente restaurata dal comune di Celle di San Vito negli anni duemila.

### Tutela UNESCO
I tratti della via Appia Traiana tutelati da UNESCO quali patrimonio dell'umanità sono i seguenti:
- da Beneventum a Aequum Tuticum
- da Aecae a Herdonia
- Canusium e il percorso dell'Ofanto
- il tratto costiero adriatico passante per Egnatia